# Boniville
Boniville (aussi connue sous le nom de Agoodé) est un village Aluku dans la commune de Papaïchton située sur la rivière Lawa en Guyane.

## Histoire
Le 25 mai 1891, les Alukus, tribu d'esclaves en fuite du Suriname, deviennent citoyens français et Granman Ochi devint le premier chef suprême officiellement reconnu de la tribu. En 1895, Ochi fonda le village de Boniville pour servir de centre administratif à la tribu. En 1965, Granman Tolinga a déplacé la capitale de Boniville à Papaïchton, et depuis 1993, Boniville est un village de la commune de Papaïchton. Le village a perdu de son importance, et a été réduit à un petit hameau. Boniville se caractérise toujours par l'architecture traditionnelle Aluku avec de l’art Tembé (travail du bois peint et sculpté). En 2017, cinq maisons traditionnelles de Boniville et Loca ont été restaurées par l'Office national des forêts.

## Transports
Papaïchton n'est accessible que par avion depuis l'Aérodrome de Maripasoula, ou par bateau via la rivière Lawa. Il existe un chemin non pavé vers Maripasoula. Le 20 juillet 2020, la construction d'une véritable route a commencé et s’est achevée en 2021.